# Ute Steilmann
Ute Steilmann (* 1968) ist eine deutsche Betriebswirtin und Textilunternehmerin.

## Leben
Ute Steilmann ist gelernte Betriebswirtin des Einzelhandels. Sie ist Absolventin der Textilfachschule in Nagold. 1994 trat sie in das Unternehmen ihres Vaters Klaus Steilmann ein, die Wattenscheider Steilmann-Gruppe. Bis dahin war sie in verschiedenen Positionen des Einkaufs und Verkaufs bei unterschiedlichen Unternehmen, wie dem Otto-Versandhandel, und in der italienischen Miroglio-Gruppe tätig. Ab 1995 übernahm sie im Familienbetrieb die Verantwortung der Abteilung "Rock", die 1997 auf ihre Initiative mit der Abteilung „Hose und Bluse“ zusammengefasst wurde. Seit 1998 gehörte sie der Geschäftsführung der Steilmann Gruppe an.
2003 kam die Steilmann Gruppe in wirtschaftliche Schwierigkeiten, die mit der Entlassung von ca. 750 Mitarbeitern und dem Einstieg der italienischen Miro-Radici-Gruppe, Sitz Bergkamen, überwunden wurden, die etwa die Hälfte der Anteile übernahm. Gleichzeitig übernahm Ute Steilmann nach dem Rückzug ihrer Schwester Britta Steilmann deren Funktion als Sprecherin der Geschäftsführung und die operative Verantwortung für die Bereiche Produkt und Design.
Im September 2006 kündigte Ute Steilmann einen Insolvenzantrag für das Unternehmen an, das bis dahin noch ca. 500 Mitarbeiter beschäftigte. Dieser wurde im Oktober 2006 durch die vollständige Übernahme aller Steilmann-Anteile durch die Radici-Gruppe abgewendet. Ute Steilmann verlor ihre Position in der Firma.